# Гастија (Козенца)
Гастија је насеље у Италији у округу Козенца, региону Калабрија.
Према процени из 2011. у насељу је живело 140 становника. Насеље се налази на надморској висини од 767 м.